# John Hodgman
John Hodgman, född i juni 1971, är en amerikansk författare och komiker, bland annat känd för sin roll som "expertkommentator" på The Daily Show. Han medverkar även i flera amerikanska magasin och radioprogram.
Hodgman syntes först i The Daily Show i november 2005 när han var gäst i programmet och gjorde reklam för sin bok The Areas of My Expertise. Sedan januari 2006 har han haft ett återkommande inslag i programmet där han ger "expertutlåtanden" kring aktuella ämnen.
Han har även haft en mindre roll i filmen Baby Mama från 2008 samt porträtterar en PC i reklamfilmer från Apple.